# بوبوتی
بوبوتی (انگلیسی: Bobotie) غذای معروف آفریقای جنوبی است که شامل گوشت چرخ‌کرده ادویه دار پخته شده‌ای که بر لایه رویی آن تخم مرغ قرار گرفته است، می‌باشد.

## طرز تهیه

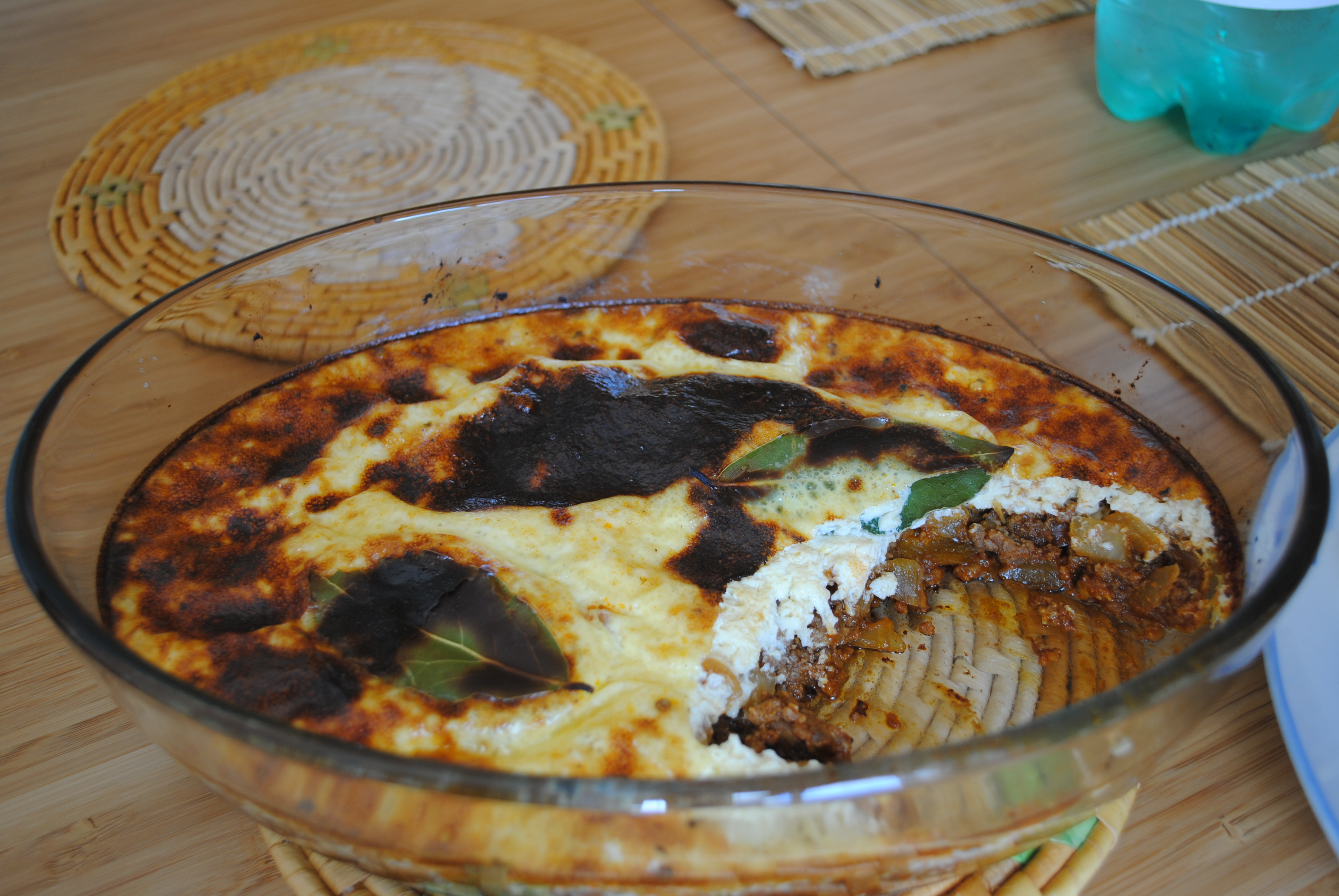
بوبوتی

امروزه، آنطور که ممکن است بیشتر به نظر برسد، بوبوتی با گوشت گاو یا بره درست می‌شود، هرچند می‌توان از گوشت خوک هم در درست کردن این غذا استفاده کرد. در دستورالعمل قدیمی این غذا از زنجبیل، مرزنگوش و پوست لیموترش استفاده می‌شد. رواج پودر کاری، نحوه تهیه آن را آسان کرد ولی اصول ساختار کلی روش تهیه بر همان شیوه استوار است. برخی روش‌های تهیه این غذا، به اضافه کردن بادام و پیاز خردشده در ترکیب آن، روی آورده‌اند. به‌طور سنتی، بوبوتی میوه خشک همچون کشمش و سلطانی را در بر می‌گیرد. اغلب با برگ بو، گردو، چتنی و موز تزئین می‌شود. هرچند این غذا به‌طور چشمگیری تند نیست ولی تا اندازه ای چاشنی‌ها می‌تواند ترکیب پیچیده‌ای از طعم‌ها را به آن اضافه کند. به عنوان نمونه، مزه میوه خشک (به‌طور معمول زردآلو و کشمش یا سلطانی) در تضاد با طعمی است که پودر کاری ایجاد می‌کند.